# 코로나19 치료제 개발
COVID-19(coronavirus disease 2019)은 코로나바이러스감염증-19를 치료하기 위한 백신 또는 처방약의 개발을 위해 이루어지고 있는 일련의 시도들을 의미한다. 국제적으로 2020년 4월 동안 수백 개의 제약 회사, 생명공학기술회사, 대학 연구팀, 보건 기관들이 전임상시험 또는 임상 단계에서 115개의 백신 후보와 249개의 잠재적 치료법을 개발하기 위한 연구가 진행되고 있었다. 4월 말까지 코로나바이러스감염증-19(COVID-19)에 대한 잠재적 치료법을 평가하기 위해 전세계적으로 330여 건의 임상시험이 진행되었다.
세계보건기구(WHO), 유럽 의약청(EMA), 미국 식품의약국(FDA), 중국 정부 및 의약품 제조업체들은 백신, 항바이러스제, 치료제 개발 속도를 높이기 위해 학계 및 업계 연구자들과 협업중이다. 세계보건기구의 국제 임상시험 등록 플랫폼(The International Clinical Trials Registry Platform)은 COVID-19 감염을 치료하기 위해 536개의 임상연구를 등록하였으며, 이 연구 결과에 따라 수많은 항바이러스제의 용도를 변경하기도 하였다. 세계보건기구는 지난 3월 COVID-19 감염자 수천명을 대상으로 "연대 실험(SOLIDarity Trial)"을 시작해 효능이 가장 높은 기존 항바이러스성 화합물 4종의 치료 효과를 평가했다. COVID-19 백신 및 치료제 후보물질에 대한 임상시험 진행상황을 추적하기 위한 동적이고 체계적인 재조사가 2020년 4월에 이루어졌다.
백신과 신약 개발에는 여러 단계가 필요한데, 새로운 화합물의 안전성과 효능을 보장하는데에는 일반적으로 5년 이상이 필요하다. 세계보건기구는 2020년 2월 COVID-19를 일으키는 바이러스인 SARS-Cov-2에 대한 백신이 18개월 내에 상용화 될 것으로 추정하였는데, 일부 사람들은 이보다 약간 적게 잡아 안전하고 효과적인 백신을 입증하는 데 1년이면 충분하여 2021년 초에는 백신이 나타날 것으로 주장하기도 했다. EMA와 FDA와 같은 몇몇 국가 규제 기관은 임상 시험을 촉진하기 위해 새로운 절차를 승인했다.
4월까지 총 4개의 치료법이 등장했는데, 각각 파비피라비르, 렘데시비르, 로피나비르, 하이드록시클로로퀸 또는 클로로퀸이 임상시험의 III-IV단계에 도입했음이 알려졌다. 이외에도 5개의 백신 후보가 인체 안정성, 투여량, 효능 평가가 이루어지는 II단계에 도입하였다.
이 밖에도 전통적인 항바이러스제인 대마초 카나비노이드 성분이 바이러스 복제를 차단하며 사이토카인 방출 증후군을 막을 수 있다는 한국과학기술원의 연구 결과가 주목받고 있다.

## 전략

### 신약재창출
기존의 약물로부터 새로운 치료제를 개발하는 방식인 신약재창출 방법을 통해 안전하교 효과적인 치료제를 탐색하고 있다. 중증급성호흡기증후군(SARS), 중동호흡기증후군(MERS), 후천면역결핍증후군(AIDS), 말라리아 치료제, 혹은 기존에 개발되어 사용중이던 여러 항바이러스제가 새로운 치료제로 연구되고 있으며 일부는 임상시험으로 단계가 진행되었다.
신약재창출의 후보 약물에 안전성이나 효과를 검증하는 III단계 임상실험 등을 포함해 수년간의 임상 연구가 필요한 것이 일반적이다. 그러나 유행병이 확산됨에 따라, 2020년 3월 동안 COVID-19로 입원한 사람들을 치료하기 위해 신약재창출 등 여러 치료법의 임상시험이 가속화되었다.
3월, 미국 질병통제예방센터(CDC)는 COVID-19로 감염한 사람들에게 렘데시비르 투여를 권고했다.

## 항체치료제
2020년 6월 1일, 미국 제약사 일라이 릴리는 성명을 내고 코로나19 입원 환자들을 대상으로 약물 LY-CoV555의 임상 1상 시험을 시작한다고 밝혔다. 코로나19 항체 치료제 임상시험에 나서는 건 일라이릴리가 세계 최초다. 일라이릴리는 이 약물에 든 항체가 바이러스의 세포 공격을 막고, 바이러스가 세포에 달라붙는 걸 막아 바이러스를 중화할 것으로 기대하고 있다.
인공지능과 나노기술을 활용해 LY-CoV555 항체를 찾은 일라이릴리는 치료제 개발을 시작한지 3달 만에 임상시험에 진입했다. 일반적으로 치료제 개발에 3~5년이 걸리는 것과 비교하면 상당히 빠른 속도다. 대니얼 스코브론스키 일라이릴리 최고과학책임자는 "항체 치료는 코로나19 치료뿐 아니라 예방에도 쓰일 수 있다"고 밝혔다.
대한민국에서도 셀트리온과 유한양행 등이 코로나 항체 치료제 개발에 뛰어들었다. 셀트리온은 일라이 릴리 보다 한달 정도 느리다.
셀트리온은 코로나19 항체 치료제 CT-P59 개발에 전력을 다하고 있다. 7월 17일 임상 1상 시험을 국내에서 시작했다. 7월 30일 영국에서 임상 1상 시험을 시작했다. 셀트리온의 항체치료제는 현재 충남대병원에서 건강한 사람에게 투여하는 1상 임상시험이 이뤄지고 있으며, 영국에서도 같은 방식의 1상이 진행되고 있다. 권기성 셀트리온 연구개발본부장은 “셀트리온의 항체 치료제는 코로나19 표면의 스파이크 프로틴(단백질)에 캡을 씌워 인체에 들어가지 못하도록 막는 메커니즘을 갖고 있다”며 “코로나19에만 중화하는 만큼 다른 치료제 대비 치료 효과가 클 것으로 기대된다”고 말했다.
셀트리온의 CT-P59는 신약이기 때문에 동물실험부터 1~3상 임상시험 과정을 다 거쳐야 한다.
2020년 7월 21일, 묵현상 범부처신약개발사업단장은 코로나19 치료제·백신 관련 정책토론회에서 "지금 세계적으로 가장 기대를 많이 걸고 있는 것은 항체 치료제"라고 말했다.
8월 18일, 한국생명공학연구원에 따르면 셀트리온의 코로나19 항체 치료제 CT-P59은 코로나19에 감염된 영장류에 투여한 후 24시간이 지난 후 활동성 있는 코로나19 바이러스가 검출되지 않았다. 단 하루만에 코로나19가 완치되었다는 것이다.
셀트리온은 코로나19가 확산하던 지난 3월 서정진 회장이 온라인 기자간담회를 자처해 코로나19 항체 치료제 개발을 선언했다. 이후 신속한 항체 스크리닝을 통해 최종 후보물질을 선정했으며 이어진 동물실험을 통해 효능을 확인했다. 이와 함께 대량생산 공정개발도 동시에 진행했다. 셀트리온은 내년 상반기 치료제 개발이 완료되는 대로 즉시 대량 공급이 가능하도록 올 하반기부터 본격적인 치료제 상업생산에 돌입할 계획이다.
항체치료제는 백신에 비해 상대적으로 제조비용이 높다.
8월 4일, 미국 제약사 일라이 릴리가 코로나 항체 치료제에 대한 마지막 임상 3상 시험에 들어갔다. 최근 코로나19 확진자가 나온 미국내 요양원 2400여명
을 대상으로 진행한다.
바이오 업계 관계자는 “항암제나 감염병 치료제 원료 판권을 갖고 있는 글로벌 제약사들이 코로나19 치료제를 개발하기에 더 앞서나갈 수밖에 없다”며 “국내 코로나19 치료제는 대부분 2021년 초에나 임상 마무리 단계에 들어가거나 임상이 완료될 것으로 보인다. 국책과제로 함께 개발 중인 녹십자 혈장치료제나 셀트리온 항체치료제가 속도를 낼 것”라고 내다봤다.
셀트리온이 개발 중인 '코로나19' 항체치료 후보물질 'CT-P59'가 임상1상을 신청한지 불과 7일만에 식품의약품안전처로부터 승인을 받은 것으로 나타났다. 보통 때보다 1~2달 빠른 상황으로, 역대 국산 신약물질 중 가장 빨리 임상 승인을 따냈다. 전 세계 코로나19 대유행 속에서 정부 지원이 퍼스트무버(시장 선도) 치료제 개발에 속도를 높였다는 해석이다.

## 승인
2021년 11월 5일 영국에서 세계최초로 MSD가 개발한 몰누피라비드가 승인됐다.

## 같이 보기
- REGN-COV2

## 참고 문헌
- McCreary EK, Pogue JM (April 2020). “Coronavirus Disease 2019 Treatment: A Review of Early and Emerging Options”. 《Open Forum Infectious Diseases》 7 (4): ofaa105. doi:10.1093/ofid/ofaa105. PMC 7144823. PMID 32284951.